# Gustav Eismann
Gustav Eismann (ukrainisch Густав Іванович Ейсман; * 1824 in Kiew, Gouvernement Kiew, Russisches Kaiserreich; † 11. Apriljul. / 23. April 1884greg. ebenda) war Professor an der Kaiserlichen St. Wladimir-Universität Kiew und Bürgermeister der Stadt Kiew.

## Leben
Gustav Eismanns Großvater war der aus dem Herzogtum Sachsen-Coburg stammende Justus Friedrich Eismann, der 1812 das Amt als Pfarrer der lutherischen Gemeinde in Kiew antrat und dies über drei Jahrzehnte wahrnahm. Dessen Sohn Johann Sigismund Eismann, der Vater von Gustav, kam als einer der führenden Apotheker der Stadt zu einem ansehnlichen Vermögen und kaufte am Chreschtschatyk ein riesiges Anwesen und ließ sich dort ein großes Haus errichten. Weitere Gebäude ließ er vom Architekten Oleksandr Beretti, dem Sohn Vincent Berettis, erbauen.
Zwei Jahre nachdem Gustav Eismann 1845 sein Studium der Rechtswissenschaften an der Universität Kiew absolviert hatte, verteidigte er seine Dissertation und erwarb einen Magistertitel im Zivilrecht. Schließlich leitete er als Professor die Abteilung für russische Rechtsgeschichte an der Kiewer Universität und war zudem Sekretär der Rechtswissenschaftlichen Fakultät. Kurz nach dem Tod seines Vaters trat er 1862 zurück und verließ die Universität um sich um sein Erbe zu kümmern.
Nachdem der Kiewer Stadtrat zu Beginn des Jahres 1871 seine Arbeit aufnahm, wurde Eismann Stadtratsmitglied und zum Leiter für Bauangelegenheiten, was der heutigen Position des  Chefarchitekten der Stadt entspricht, gewählt. 1872 trat Pawel Demidow als Bürgermeister zurück und Eismann wurde zunächst kommissarischer Bürgermeister, bis er im September 1872 vom Stadtrat offiziell in das Amt gewählt wurde. Im April 1873 trat er bereits aus persönlichen Gründen vom Amt zurück. 1879 ließ er sich, in Nachfolge von Nikolai Rennenkampff, abermals zum Bürgermeister wählen und behielt das Amt bis zu seinem Tod 1884. Er wurde auf dem Baikowe-Friedhof in Kiew bestattet.